# Osieki (Ermland-Mazurië)
Osieki (Duits: Ostkehmen) is een plaats in het Poolse woiwodschap Ermland-Mazurië, in het district Gołdapski. De plaats maakt deel uit van de stad- en landgemeente Gołdap en telt 80 inwoners.